# Émetteur de Mont-Saint-Vincent
L'émetteur de Mont-Saint-Vincent, en Saône-et-Loire (région Bourgogne-Franche-Comté), est un site de diffusion pour la télévision numérique, la radio FM publique, la téléphonie mobile, le haut débit et les communications mobiles privées. Il se situe au sud du village éponyme et est distant de 27 km du Creusot et de 13 km de Montceau-les-Mines.
Grâce au pylône haubané de 100 mètres de haut, il dessert principalement les 2 villes du Creusot et de Montceau-les-Mines.
Le site appartient à l’opérateur TDF (Télédiffusion de France).

## Télévision

### Analogique
| Chaîne             | Canal | Puissance (PAR) |
| ------------------ | ----- | --------------- |
| TF1                | 35H   | 5,5 kW          |
| France 2           | 33H   | 5,5 kW          |
| France 3 Bourgogne | 30H   | 5,5 kW          |
| Canal+             | 67H   | 10 kW           |
| France 5 / Arte    | 38H   | 2,4 kW          |
| M6                 | 60H   | 2,4 kW          |

En région Bourgogne, les émetteurs analogiques de télévision se sont définitivement arrêtés le 16 novembre 2010.

#### Source
"Liste des anciens émetteurs de télévision français" (fichier PDF).

### Numérique
| Multiplex | Canaux | Puissances (PAR) | Diffuseur |
| --------- | ------ | ---------------- | --------- |
| R1        | 48H    | 1,1 kW           | TDF       |
| R2        | 42H    | 1,1 kW           | Towercast |
| R3        | 32H    | 1,1 kW           | TDF       |
| R4        | 35H    | 1,1 kW           | Towercast |
| R6        | 37H    | 1,1 kW           | Towercast |
| R7        | 39H    | 1,1 kW           | Towercast |
| R9        | 34H    | 1 kW             | TDF       |

#### Composition des multiplexes
Les numéros des multiplexes sont accompagnés de leur opérateur de gestion.

##### R1(Société de gestion du réseau R1)
| LCN | Nom de la chaîne   |
| --- | ------------------ |
| 2   | France 2           |
| 3   | France 3 Bourgogne |
| 14  | France 4           |
| 27  | France Info        |
| 33  | France 3 Auxerre   |

##### R2(Nouvelles télévisions numériques)
| LCN | Nom de la chaîne |
| --- | ---------------- |
| 8   | C8               |
| 15  | BFM TV           |
| 16  | CNews            |
| 17  | CStar            |
| 18  | Gulli            |

##### R3(Compagnie du numérique hertzien)
| LCN | Nom de la chaîne |
| --- | ---------------- |
| 4   | Canal+           |
| 26  | LCI              |
| 41  | Paris Première   |
| 42  | Canal+ Sport     |
| 43  | Canal+ Cinéma(s) |
| 45  | Planète+         |

##### R4(Société opératrice du multiplex R4)
| LCN | Nom de la chaîne |
| --- | ---------------- |
| 5   | France 5         |
| 6   | M6               |
| 7   | Arte             |
| 9   | W9               |
| 22  | 6ter             |

##### R6(Société d'exploitation du multiplex R6 - SMR6)
| LCN | Nom de la chaîne |
| --- | ---------------- |
| 1   | TF1              |
| 10  | TMC              |
| 11  | TFX              |
| 12  | NRJ 12           |
| 13  | LCP              |

##### R7(Multiplex haute définition 7)
| LCN | Nom de la chaîne |
| --- | ---------------- |
| 20  | TF1 Séries Films |
| 21  | L'Équipe         |
| 23  | RMC Story        |
| 24  | RMC Découverte   |
| 25  | Chérie 25        |

##### R9(GR UHD1)
| LCN | Nom de la chaîne |
| --- | ---------------- |
| 52  | France 2 UHD     |

#### Source
Emetteurs TNT dans la Saône-et-Loire sur le forum de tvnt.net (consulté le 10 mai 2017).

## Radio FM
L’émetteur de Mont-Saint-Vincent diffuse 4 radios publiques principalement pour le Creusot et Montceau-les-Mines.
| Fréquence | Station        | Puissance | Code RDS (PS) |
| --------- | -------------- | --------- | ------------- |
| 89.1      | France Musique | 300 W     | MUSIQUE_      |
| 93.0      | France Inter   | 300 W     | __INTER_      |
| 96.4      | France Culture | 300 W     | _CULTURE      |
| 100.7     | France Info    | 500 W     | __INFO__      |

### Sources
- Les radios du Creusot sur annuaireradio.fr (consulté le 10 mai 2017).

## Téléphonie mobile
| Opérateur | 2G  | 3G  | 4G  | 5G  | FH  |
| --------- | --- | --- | --- | --- | --- |
| Orange    | Oui | Oui | Oui | Non | Non |
| SFR       | Oui | Oui | Oui | Non | Oui |
| Free      | Non | Oui | Oui | Oui | Oui |

### Source
Situation géographique du site sur cartoradio.fr (consulté le 10 mai 2017).

## Autres transmissions
- Conseil régional de Bourgogne : BLR de 3 GHz / Faisceau hertzien
- IFW : BLR de 3 GHz
- TDF : Faisceau hertzien
- PMR

### Source
Situation géographique du site sur cartoradio.fr (consulté le 10 mai 2017).

## Photos
- Sur annuaireradio.fr (consulté le 10 mai 2017).